# Æbleskiver

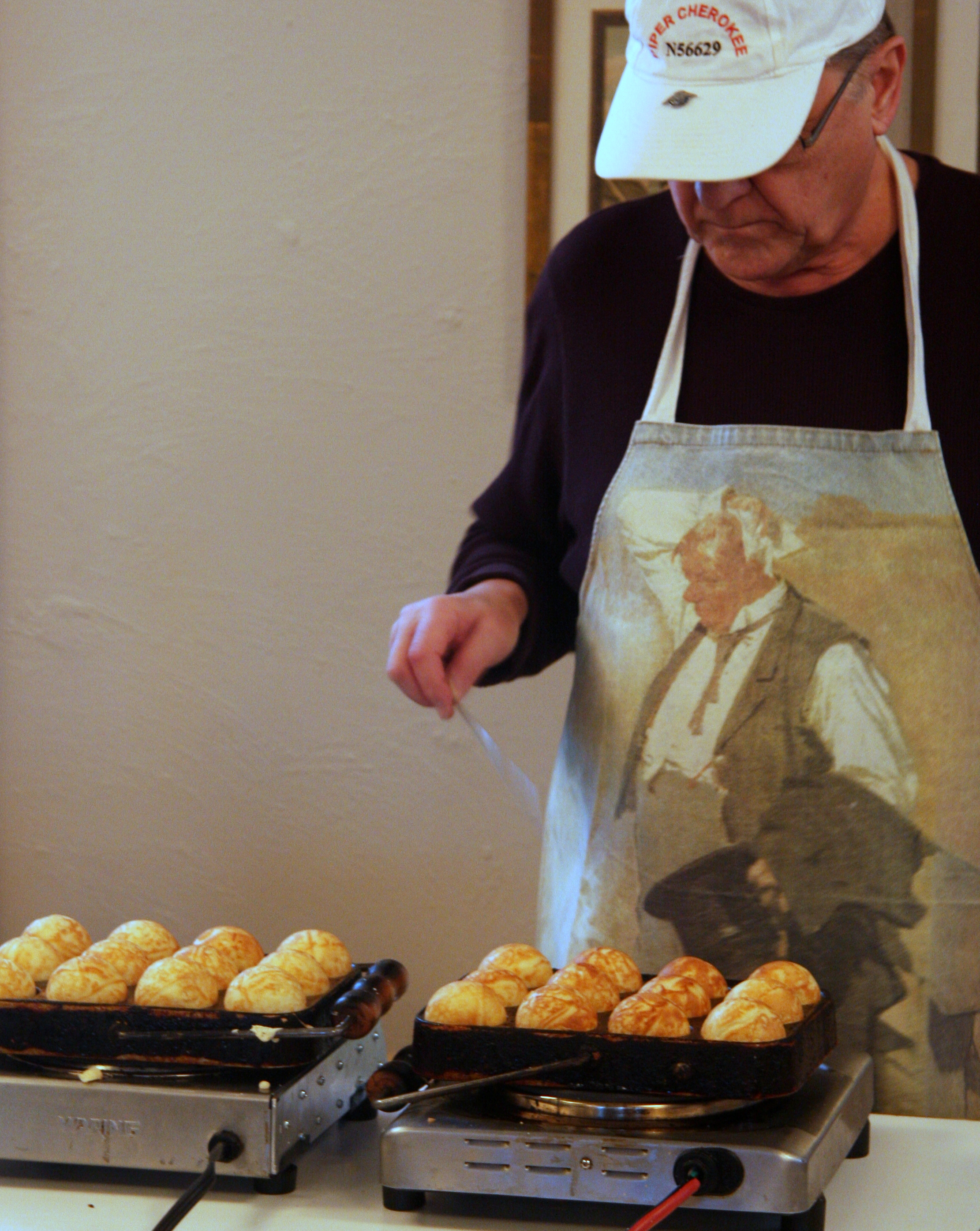
Bereiding van æbleskiver

Æbleskiver (enkelvoud: æbleskive) zijn een Deens deeggerecht, enigszins vergelijkbaar met het Nederlandse gerecht poffertje. De naam betekent letterlijk appelschijven in het Deens, hoewel appels in hedendaagse versies niet vaak voorkomen. De structuur van æbleskiver is stevig als die van een pannenkoek maar ook licht en zacht als Yorkshire pudding. 

## Æbleskiver pan

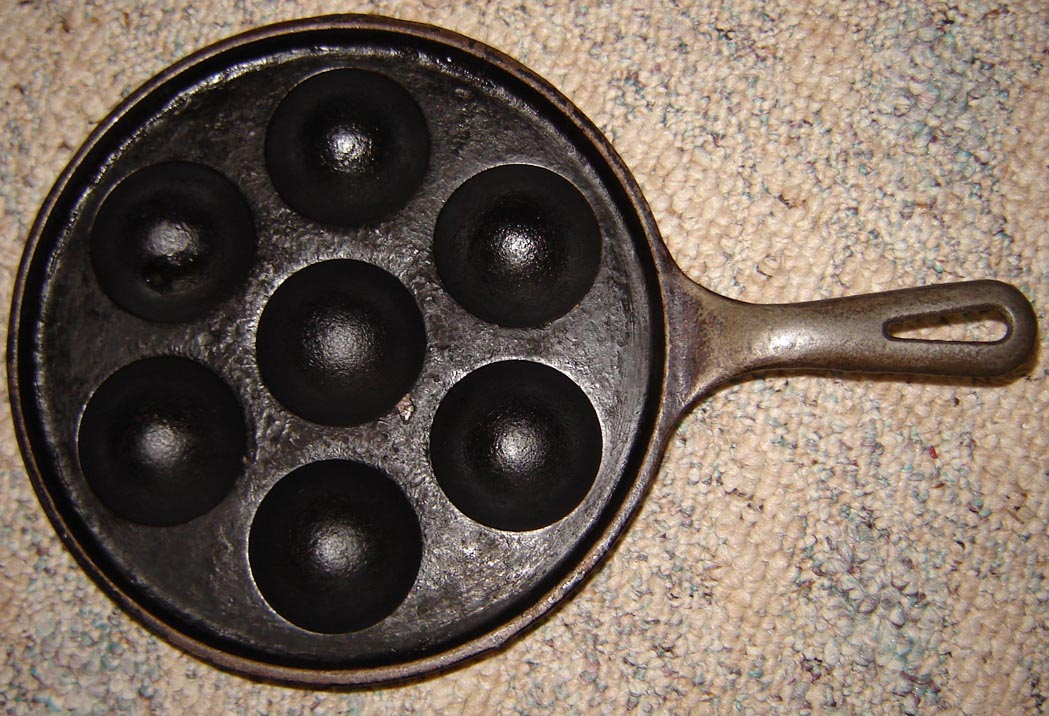
æbleskiver pan.

Æbleskiver worden bereid in een speciale pan met enkele uithollingen. De pannen zijn van gietijzer maar waren oorspronkelijk van koper.

## Samenstelling

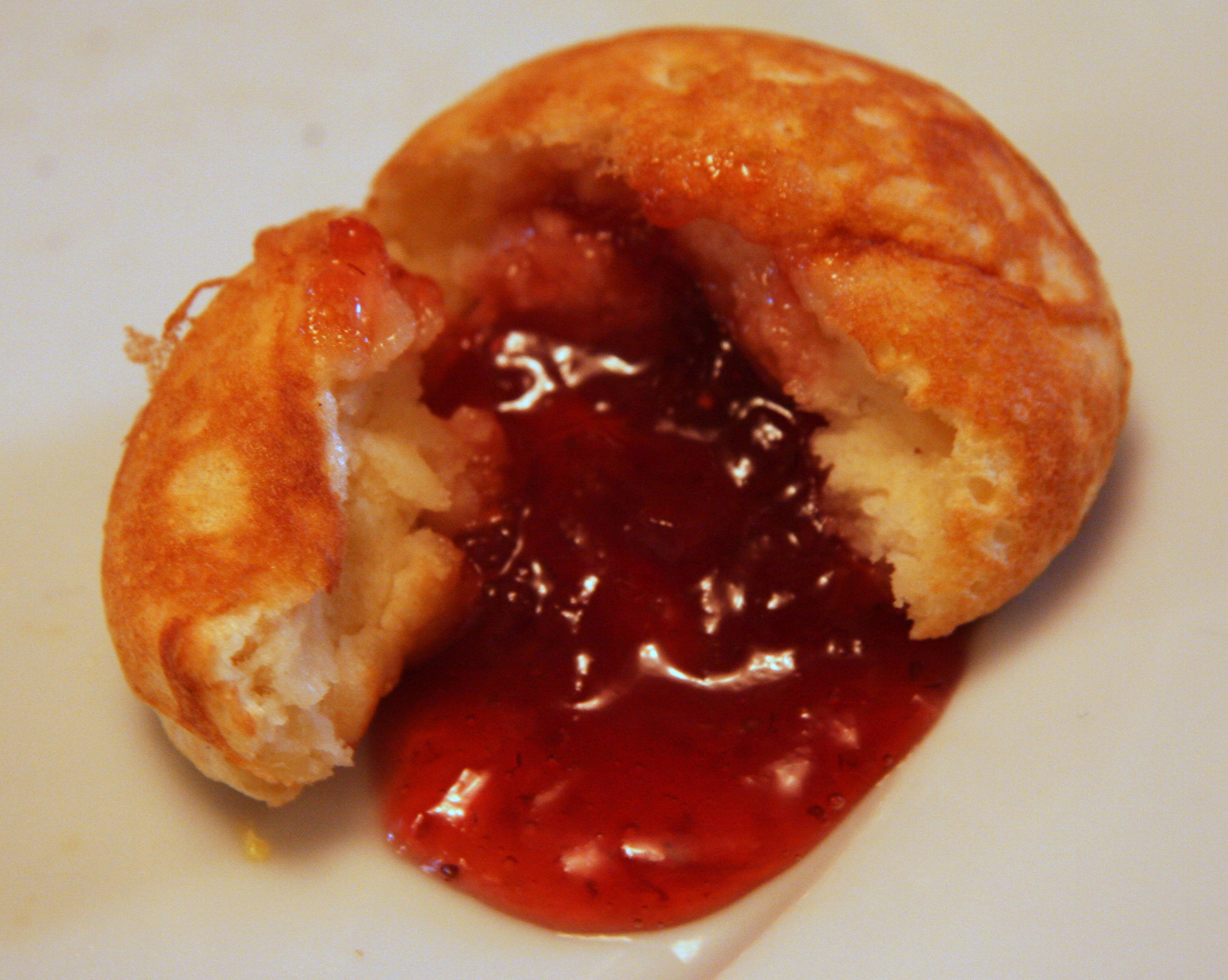
æbleskive met jam

De basis voor æbleskiver bestaat uit meel, melk of room, ei, suiker, rijsmiddel en wat zout, soms boter, kardemom en citroen.

## Tradities
In Denemarken zijn æbleskiver een traditioneel gerecht met Kerstmis, soms geserveerd met glühwein. Ze worden in Denemarken ook vaak verkocht tijdens liefdadigheidsmarkten en lokale sportevenementen. Daarnaast worden ze geregeld  geserveerd op kinderfeestjes.